# 保罗·巴杜拉-斯科达
保罗·巴杜拉-斯科达（德語：Paul Badura-Skoda，1927年10月6日—2019年9月25日）是一位奥地利钢琴家。
保罗·巴杜拉-斯科达出生在维也纳。1947年赢得奥地利音乐比赛一等奖。1949年他与不少名声显赫的指挥如威尔海姆·富特文格勒和赫伯特·冯·卡拉扬合作登台演出。
他擅长演绎莫扎特、贝多芬和舒伯特的作品。他的演奏范围很广，留下了大量的录音，包括超过200张的唱片。著有《键盘上的巴赫诠释》。

## 作品

### 商業錄音
- 沃尔夫冈·阿玛多伊斯·莫扎特。 Pianoforte Sonatas. 约翰·尚茨 1790. Label: Astree Naive.
- 沃尔夫冈·阿玛多伊斯·莫扎特。 Works for piano. 安顿·瓦尔特 1790. Label: Gramola.
- 保罗·巴杜拉-斯科达, Musica Florea. Wolfgang Amadeus Mozart. Piano concertos K.271, K.414. 安顿·瓦尔特 (保罗·麦克诺提)
- 弗朗茨·舒伯特。 Fantaisie Pour le Piano-forte. 康拉德·格拉夫 1824. Label: Astree.
- Charles Mackerras (conductor), Paul Badura-Skoda, Polish Radio Symphony Orchestra. Shostakovich. Symphony No.9; Scriabin, Piano Concerto; Dvořák, Symphonic Variations. Label: Pristine Audio.
- 维也纳交响乐团，亨利·斯沃博达（指挥）。Rimsky-Korsakov. Piano Concerto. Label: Pristine Audio.